# Una ragione di più (Massimo Di Cataldo)
Una ragione di più è un brano musicale del cantante italiano Massimo Di Cataldo, pubblicato nel 1995.

## Il brano
La canzone, che vede la firma e la partecipazione speciale di Eros Ramazzotti, è stata inserita nell’album d’esordio di Di Cataldo Siamo nati liberi. In seguito ha partecipato al Festivalbar 1995. Il brano è stato pubblicato anche in lingua spagnola.

## Video musicale
Il video del brano è stato diretto da Ago Panini.